# Christian Wilhelm Friedrich Schmid
Christian Wilhelm Friedrich Schmid (* 24. Dezember 1739 in Marienberg; † 30. August 1806 in Freiberg) war ein kursächsischer Oberbergamtsassessor und Oberbergmeister, der auch als Chronist bekannt wurde.

## Leben
Sein Onkel war der kursächsische Bergkommissionsrat und Bergvogt Johann Christian Schmid in Eisleben. Der Professor Christian Heinrich Schmid in Gießen und der Rechtswissenschaftler Carl Ferdinand Schmid in Wittenberg waren seine Cousins. Sein Bruder Karl Christian Conrad Schmid war Zehntner und Gegenschreiber in Johanngeorgenstadt.
Christian Wilhelm Friedrich Schmid wurde am Heiligen Abend 1739 in der erzgebirgischen Bergstadt Marienberg als Sohn des dortigen Bergmeisters Carl Ernst Schmid geboren, dessen Vorfahren aus der Stadt Elterlein stammten. Zur Schule ging er am Lyzeum in Marienberg, das zu den bedeutendsten Lateinschulen des Erzgebirges gehörte.
Ab 1761 studierte Christian Wilhelm Friedrich Schmid an der Universität Leipzig Rechtswissenschaften. Von 1765 bis 1768 war er daraufhin als Advokat und Notar in Eisleben in der Grafschaft Mansfeld tätig. Diese Stelle hatte er auf Vermittlung seines Onkels erhalten, der in Eisleben als kursächsischer Bergkommissionsrat tätig war. Anschließend kehrte er in seine erzgebirgische Heimat zurück, wo er bis zum Oberbergmeister aufstieg und ab 1785 das Bergamt Freiberg leitete.
Schmid war mit Christiane Friedericke geb. Simon verheiratet, die Ehe blieb kinderlos. 
Er starb Ende August 1806. Als Erben hatte er in seinem Testament die Lateinschule in Marienberg und die bergamtliche Witwenkasse in Freiberg eingesetzt. Seine umfangreiche Bibliothek wurde vom Nachlassverwalter im darauffolgenden Jahr gewinnbringend versteigert.

## Schriften (Auswahl)
- Aufsatz von dem Rechte des Bergleders, Freiberg, 1774.
- Aufsatz von dem Ende auf den Rundbaum, 1782.
- Stammtafeln des Schmidischen Geschlechts aus dem Bergstädtlein Elterlein im sächsischen Erzgebürge: nach den Hauptlinien in Elterlein, in Marienberg, in und bey Eisleben, in Schneeberg, in Johann Georgenstadt, in Giesen und in Wittenberg : aus Kirchen-Zeugnißen und zuverlässigen Familien Nachrichten, Schneeberg 1800
- Versuch einer historisch-statistischen Beschreibung des Bergstaedtchens Brand, 1802.
- Kleine Bruchstücke zum Versuch einer Gelehrtengeschichte von gebohrnen Marienbergern: ein Beytrag zur Stadtgeschichte von Marienberg im sächsischen Erzgebirge. Graz & Gerlach, Freiberg 1806.